# Departamentul Paysandú
Departamentul Paysandú este un departament din Uruguay aflat în partea nord-vestică a țării. Are o suprafață de 13.922 km² și o populație de 113.124 de locuitori. Capitala sa este orașul Paysandú. Se învecinează cu departamentul Salto la nord, cu departamentul Tacuarembó la est, cu Departamentul Río Negro la sud, iar la vest este Río Uruguay care îl separă de Argentina.

## Istorie
Prima împărțire a Republicii în șase departamente s-a realizat la 27 ianuarie 1816. Alte două departamente s-au format mai târziu în acel an. În acea perioadă, departamentul Paysandú includea tot teritoriul la nord de Río Negro, care includea departamentele actuale Artigas, Rivera, Tacuarembó, Salto, Paysandú și Río Negro. La 17 iunie 1837, a fost realizată o nouă diviziune a Uruguayului și acest teritoriu a fost împărțit în trei părți. În noua diviziune, departamentul Paysandú a inclus și departamentul actual Río Negro, până când a fost despărțit din acesta în 1868.

## Populație și demografie
La recensământul din 2011, departamentul Paysandú avea o populație de 113.124 (55.361 bărbați și 57.759 femei) și 42.849 de gospodării.
Date demografice pentru Departamentul Florida în 2010:
- Rata de creștere a populației: 0,250%
- Rata natalității: 16,84 nașteri/1.000 de persoane
- Rata mortalității: 8,34 de decese/1000 de persoane
- Vârsta medie: 30,8 (29,1 bărbați, 32,7 femei)
- Speranța de viață la naștere:
  - Total populație: 77,03 ani
  - Bărbați: 73,78 ani
  - Femei: 80,67 ani
- Venitul mediu pe gospodărie: 24.543 pesos/lună
- Venit urban pe cap de locuitor: 9.457 pesos/lună